# Styringomyia mcgregori
Styringomyia mcgregori är en tvåvingeart som beskrevs av Alexander 1925. Styringomyia mcgregori ingår i släktet Styringomyia och familjen småharkrankar. Inga underarter finns listade i Catalogue of Life.